# Чуприна, Александра Алексеевна

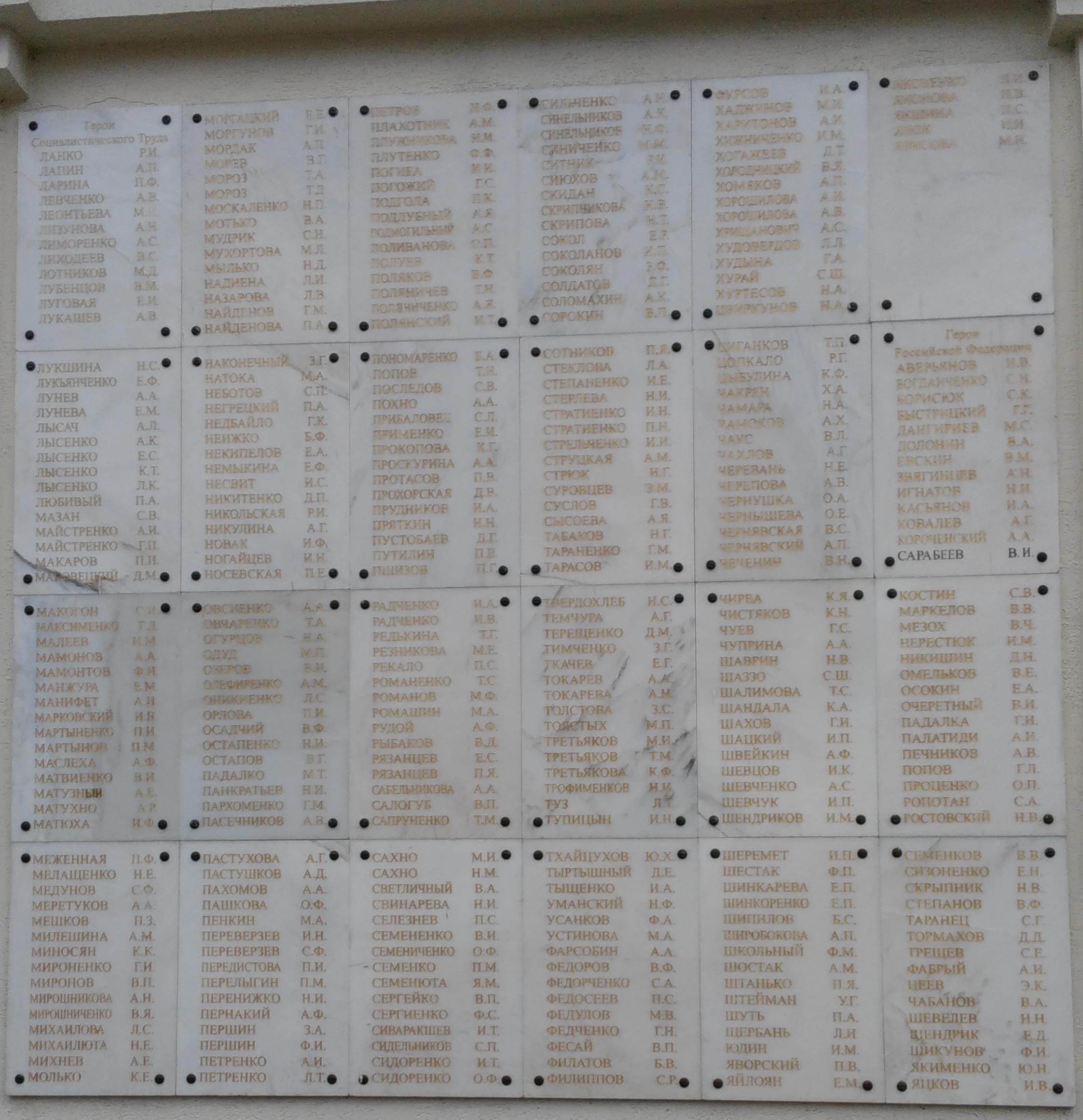
Мемориальная доска с именами Героев Социалистического Труда Кубани и Адыгеи. Краснодар

Александра Алексеевна Чуприна (1902—2000) — звеньевая зернового совхоза «Приазовский» Министерства совхозов СССР, Приморско-Ахтарский район Краснодарского края. Герой Социалистического Труда (11.05.1949).

## Биография
Родилась в 1902 году в станице Новоджерелиевская Темрюкского отдела Кубанской области, ныне Брюховецкого района  Краснодарского края (по другим данным – в станице Ивановская Красноармейского района), в семье крестьянина. Русская.
Трудилась в зерносовхозе «Приазовский»  Приморско-Ахтарского района, позже возглавила полеводческое звено по выращиванию зерновых. Её звено по итогам работы в 1948 году получило урожай пшеницы 34,1 центнера с гектара на площади 38,5 гектара. 
Указом Президиума Верховного Совета СССР от 11 мая 1949 года за получение высоких урожаев пшеницы в 1948 году звеньевой зернового совхоза «Приазовский» Приморско-Ахтарского района Краснодарского края Чуприной Александре Алексеевне присвоено звание Героя Социалистического Труда с вручением ордена Ленина и золотой медали «Серп и Молот». 
Этим указом за получение высоких урожаев пшеницы сразу 6 труженикам совхоза были присвоены звания «Героя Социалистического Труда»: Букваревой М. А., Применко Е. И., Худоверову Л. Л., Милёшиной Н. М., Чуприной А. А., Колодий И. П..
После выхода на пенсию проживала в городе Краснодаре, скончалась в  2000 году.

## Награды
- Медаль «Серп и Молот» (11.05.1949);
- Орден Ленина (11.05.1949).
- Медаль «В ознаменование 100-летия со дня рождения Владимира Ильича Ленина» (6 апреля 1970)
- Медаль «За доблестный труд в Великой Отечественной войне 1941—1945 гг.»
- и другими
- Отмечена грамотами и дипломами.

## Память
- Имя Героя золотыми буквами вписано на мемориальной доске в Краснодаре.